# Paradis retur
Paradis retur er en dansk film fra 1964, skrevet af Peter Ronild og instrueret af Gabriel Axel.

## Medvirkende
- Poul Reichhardt
- Lise Ringheim
- Elsebeth Reingaard
- Christoffer Bro
- Kjeld Jacobsen
- Preben Lerdorff Rye
- Erik Paaske
- Kirsten Walther
- Jakob Nielsen
- Aage Fønss
- Einar Juhl
- Henning Kurt Olsen